# Brigadni general (Indija)

Brigadni general je generalski (enozvezdni) vojaški čin Indijske kopenske vojske, ki v sklopu Natovega standarda STANAG 2116 sodi v razred OF-6. Čin je bil neposredno prevzet po istem britanskem činu, pri čemer so zamenjali krono z narodnim grbom Indije in tudi preoblikovali zvezdo.
Nadrejen je činu polkovnika in podrejen činu generalmajorja. Enakovreden je činu zračnega komodorja Indijskega vojnega letalstva in činu kontraadmirala Indijske vojne mornarice. 
Oznaka čina je sestavljena iz treh zvezd ter narodnega grba Indije.
Čin brigadnega generala doseže častnik običajno po 29 letih vojaške službe, pri čemer je povprečna starost 51 let.